# Kuruvigere, Dod Ballapur
Kuruvigere là một làng thuộc tehsil Dod Ballapur, huyện Bangalore Rural, bang Karnataka, Ấn Độ.